# Hugo (biskup Ostii)
Bł. Hugo (zm. 1 grudnia 1158) – francuski duchowny, cysters, uczeń św. Bernarda z Clairvaux.
Opat klasztoru Trois-Fontaines w Châlons-sur-Marne od 1147. Prawdopodobnie w grudniu 1151 roku papież Eugeniusz III (także cysters) mianował go kardynałem biskupem Ostii. Sygnował bulle papieskie między 29 grudnia 1151 a 24 stycznia 1155. Uczestniczył w papieskiej elekcji w lipcu 1153 i w grudniu 1154. Cystersi czczą go jako „błogosławionego”.